# جيري مورو
جيري مورو هو مصارع محترف كندي، ولد في 10 سبتمبر 1949 في مارتينيك في فرنسا.

## روابط خارجية
- جيري مورو على موقع CageMatch worker (الإنجليزية)
- جيري مورو على موقع قاعدة بيانات المصارعة على الإنترنت (الإنجليزية)